# 4536 Drewpinsky
4536 Drewpinsky (1987 DA6) là một tiểu hành tinh vành đai chính được phát hiện ngày 22 tháng 2 năm 1987 bởi H. Debehogne ở Đài thiên văn Nam Âu. Nó được đặt theo tên Dr. Drew Pinsky.